# Dimetilanfetamina
Dimetilanfetamina, também conhecida como dimetamfetamina (DCI), dimefenopano ou N,N-dimetilanfetamina, é uma droga estimulante das classes das fenetilaminas e anfetaminas substituídas. Comparada aos efeitos da anfetamina e metanfetamina, a dimetilanfetamina produz efeitos estimulantes menos potentes e possui menor potencial de adicção. É menos neurotóxica em comparação com a metanfetamina. No entanto, ainda possui potencial de abuso e é uma droga controlada na maioria dos países.
A dimetilanfetamina foi encontrada em laboratórios clandestinos de produção de metanfetamina, mas geralmente como impureza e não o produto a ser sintetizado. Pode ser produzida acidentalmente quando a metanfetamina é sintetizada por metilação da anfetamina em casos no qual a temperatura da reação é muito elevada ou quando o agente de metilação é usado em excesso.
É uma pró-droga da anfetamina/metanfetamina.